# Omerovići (Tomislavgrad, BiH)
Omerovići je naseljeno mjesto u općini Tomislavgrad, Federacija Bosne i Hercegovine, BiH.

## Stanovništvo

### 1991.
Nacionalni sastav stanovništva 1991. godine, bio je sljedeći:
ukupno: 321
- Muslimani - 320
- Hrvati - 1

### 2013.
Nacionalni sastav stanovništva 2013. godine, bio je sljedeći:
ukupno: 242
- Bošnjaci - 229
- Hrvati - 12
- ostali, neopredijeljeni i nepoznato - 1